# فیروز خان
فیروز خان (به هندی: ‎फ़िरोज़ ख़ान‏) (۲۵ سپتامبر ۱۹۳۹–۲۷ آوریل ۲۰۰۹)، هنرپیشه هندی کارگردان و تدوین‌گر فیلم بود.
فیروزخان به خاطر وارد کردن سبک قهرمان کابویی به سینمای سنتی هند به کلینت ایستوود شرق معروف است.

## زندگی‌نامه
وی اواخر سپتامبر ۱۹۳۹ از پدری افغانستانی به نام صادق علی خان تنولی و مادری ایرانی به نام فاطمه در بنگلور، هند زاده شده بود.
فیروز خان در دهه‌های ۱۹۷۰ و ۱۹۸۰ میلادی در بیش از ۵۰ فیلم بازی کرد و با نقش‌آفرینی در قربانی (که خود آن را کارگردانی کرد) یکی از محبوب‌ترین قهرمانان سینمای هندوستان شد.
از فیلم‌های او می‌توان به جانباز، قربانی، کشمکش و آرزو اشاره کرد.
فیروز خان با فیلم «آرزو» در سال ۱۹۶۵ به شهرت رسید.
وی همچنین فیلم «دارماتما» نخستین فیلم هندی زبان را که در خاک افغانستان فیلمبرداری شد، کارگردانی کرد. این فیلم گانگستری، اقتباسی از فیلم مشهور «پدرخوانده» بود.
فیروز خان در سال ۱۹۸۰ با کارگردانی و بازیگری در فیلم گانگستری «قربانی» به شهرت بالایی دست یافت و محبوبیت بسیاری در سینمای هند پیدا کرد. محبوبیتی که با ساختن فیلم‌های «جانباز» و «خوش قلب» افزایش پیدا کرد.
وی در سال ۲۰۰۳ فیلم «جانشین» را بازی و کارگردانی کرد که دربارهٔ جنگ افغانستان بود و در این کشور فیلم‌برداری شد.

## درگذشت
فیروز خان که در شهر بنگلور زاده شده بود در شهر بنگلور نیز درگذشت. خبر درگذشت فیروزخان بلافاصله بازتاب وسیعی در رسانه‌های گروهی هند داشت و به صورت تیتر اول رسانه‌ها درآمد.
این بازیگر و کارگردان کلاسیک سینمای هند هنگام مرگ ۶۹ سال داشت.

## فیلم‌شناسی
| تاریخ  | نام فیلم                | نقش                          |
| ------ | ----------------------- | ---------------------------- |
| (۲۰۰۷) | خوش‌آمدید                | رانبیر دانراج زاتا (آردی‌اکس) |
| (۲۰۰۷) | ام شنتی ام              | در نقش خودش (مهمان ویژه)     |
| (۲۰۰۵) | Ek Khiladi Ek Haseena   | جهانگیر خان (مهمان ویژه)     |
| (۲۰۰۵) | Chitappa                | رامان                        |
| (۲۰۰۳) | جانشین                  | صبا کریم‌شاه                  |
| (۱۹۹۲) | یورش                    | راجش آشوینی کومار            |
| (۱۹۹۱) | Meet Mere Man Ka        |                              |
| (۱۹۸۸) | مهربانی                 | شانکار واگماره               |
| (۱۹۸۶) | جانباز                  | بازرس راجش سینگ              |
| (۱۹۸۲) | Kachche Heere           | فامیل کمال سینگ              |
| (۱۹۸۱) | Khoon Aur Paani         |                              |
| (۱۹۸۰) | قربانی                  | Rajesh Kumar/Kailash Nath    |
| (۱۹۸۰) | Chunaoti                |                              |
| (۱۹۷۷) | درنده                   |                              |
| (۱۹۷۷) | Jadu Tona               | دکتر کیلش                    |
| (۱۹۷۶) | مار                     | راج                          |
| (۱۹۷۶) | قبیله                   |                              |
| (۱۹۷۶) | من شرافت را کنار گذاشتم |                              |
| (۱۹۷۵) | آدم پرهیزکار            | رانبیر                       |
| (۱۹۷۵) | Aa Jaa Sanam            | دکتر ساتیش                   |
| (۱۹۷۵) | Kala Sona               | راکش                         |
| (۱۹۷۵) | Rani Aur Lalpari        | گالیور                       |
| (۱۹۷۴) | کلاهبردار بین‌المللی     | اس‌پی راجش                    |
| (۱۹۷۴) | Anjaan Raahen           | آناند                        |
| (۱۹۷۴) | Bhagat Dhanna Jatt      | رامو                         |
| (۱۹۷۴) | نام من گیتا است         |                              |
| (۱۹۷۴) | Khhotte Sikkay          | سوارکار                      |
| (۱۹۷۴) | Kisan Aur Bhagwan       |                              |
| (۱۹۷۳) | کشمکش                   |                              |
| (۱۹۷۲) | جنایت                   | رام خانه                     |
| (۱۹۷۱) | اوپاسنا                 |                              |
| (۱۹۷۱) | Ek Paheli               | سودهیر                       |
| (۱۹۷۱) | میله                    |                              |
| (۱۹۷۰) | سفر                     | شکار کاپور                   |
| (۱۹۶۹) | آدم و انسان             | جای کیشان/ج. ک.              |
| (۱۹۶۹) | Pyaasi Sham             | آشوک                         |
| (۱۹۶۸) | بیا عشقم                |                              |
| (۱۹۶۷) | Aag                     | شانکر                        |
| (۱۹۶۷) | عورت                    |                              |
| (۱۹۶۷) | CID ۹۰۹                 |                              |
| (۱۹۶۷) | Raat Aur Din            | دیلیپ                        |
| (۱۹۶۷) | Woh Koi Aur Hoga        |                              |
| (۱۹۶۶) | Main Wohi Hoon          | ویجای                        |
| (۱۹۶۶) | تصویر                   |                              |
| (۱۹۶۵) | آرزو                    | رامش                         |
| (۱۹۶۵) | Ek Sapera Ek Lootera    | موهان/ویجای پراتاپ سینگ      |
| (۱۹۶۵) | Oonche Log              | راجنیکنت                     |
| (۱۹۶۵) | Teesra Kaun             |                              |
| (۱۹۶۴) | چهار درویش              | قمر بکت                      |
| (۱۹۶۴) | زن متأهل                | شانکار                       |
| (۱۹۶۳) | داماد                   | ویکرام                       |
| (۱۹۶۲) | تارزان به هند می‌رود     | شاهزاده راگو کومار           |
| (۱۹۶۲) | Main Shadi Karne Chala  |                              |
| (۱۹۶۰) | دیدی                    |                              |